# 汀万里
汀 万里（なぎさ ばんり、3月10日 - ）は、日本の漫画家。主にBL作品を手がける。
デビュー作は『その手が恋に気づくまで』。その他、『～恋愛男子ボーイズラブコミックアンソロジー～Citron』にて、数本の作品を発表している。
趣味は写真をながめること。

## 作品

### 既刊単行本
- 大阪少年 - 東京漫画社、ISBN 9784902671827
- その手が恋に気づくまで - リブレ出版、ISBN 9784799711132